# Mercês (Lissabon)
Mercês ist ein Stadtteil und eine ehemalige portugiesische Gemeinde (Freguesia) im 1. Bairro der Hauptstadt Lissabon.
Im Vorfeld der Verwaltungsreform 2013 ging aus den Gemeinden São Paulo, Encarnação, Santa Catarina und Mercês die neue Stadtgemeinde Misericórdia hervor.

## Sehenswürdigkeiten und öffentliche Einrichtungen
- Igreja de Nossa Senhora das Mercês – barocke Pfarrkirche
- Academia das Ciências – Akademie der Wissenschaften
- Tribunal Constitucional de Portugal – das portugiesische Verfassungsgericht im ehemaligen Pálacio Ratton
- Convento de Jesus – ehemaliges Franziskanerkloster und heute Hospital
- Jardim do Príncipe Real – städtische Gartenanlage

## Persönlichkeiten
- Rui Mayer (1888–1959), Fechter
- Maria Isabel Aboim Inglês (1902–1953), Feministin, Aktivistin gegen die portugiesische Diktatur und Hochschullehrerin